# Svogué (obchtina)
La commune de Svogué (en bulgare Община Своге - Obchtina Svogué) est située dans l'ouest de la Bulgarie, à environ 25 km au nord de la capitale Sofia. Son chef-lieu est la ville de Svogué.

## Géographie
La municipalité de Svogué est située au sein du massif montagneux du Balkan. Le climat est continental de type semi-montagneux : les étés sont assez chauds et les hivers froids et neigeux.
Elle fait partie de l'oblast de Sofia.

## Histoire
Les premiers habitants connus de la région de Svogué sont les Thraces. De cette période ont été datées quelques fortifications dont la plus connue est dans le village de Zassélé (Заселе) dont le nom Thrace était Métériza.
Après la chute du Deuxième État bulgare sous la domination ottomane, la population augmente notablement dans les environs de Svogué, la population bulgare tendant à s'éloigner des centres administratifs turcs. 
Après la libération de la Bulgarie, la région de Svogué apparaît comme relativement en retard sur le plan économique. Les principales activités économiques de la population sont l'agriculture, l'élevage et l'exploitation forestière. À la fin du XIXe siècle est construite la ligne de chemin de fer Sofia - Roman et une gare est établie à Svogué. Ceci entraine un rassemblement de l'habitat autour de la ville alors qu'il était morcelé jusque-là. Du fait du développement de la localité et de son meilleur positionnement stratégique, le chef lieu de la commune est transféré d'Iskrets à Svogué.

## Administration
La municipalité de Svogué comporte 37 villages et la ville de Svogué.
| - Bakyovo - Batoulia - Bov - Brézé - Brezovdol - Boukovets - Dobartchin - Dobravitsa - Droujévo - Elenov dol - Gabrovnitsa - Gara Bov - Gara Lakatnik | - Goubislav - Iskrets - Lakatnik - Leskovdol - Loukovo - Lévishté - Manastirishte - Milanovo - Ogoya - Opletnya - Osénovlag - Rebrovo - Rédina | - Svindya - Svogué - Thompson - Tseretsel - Tserovo - Vlado Trichkov - Yablanitsa - Zanogé - Zasélé - Zavidovtsi - Jélen - Zimévitsa |

| Période | Période | Identité      | Étiquette                | Qualité                                                                                  |
| ------- | ------- | ------------- | ------------------------ | ---------------------------------------------------------------------------------------- |
| 1999    | 2005    | Emil Ivanov   |                          | Député (2009-2013 ; 2013-2014), Administrateur régional de Sofia (2005-2009 ; 2013-2014) |
| 2005    | 2015    | Emil Atanasov | Parti socialiste bulgare |                                                                                          |
| 2015    | 2019    | Emil Ivanov   |                          | Député (2009-2013 ; 2013-2014), Administrateur régional de Sofia (2005-2009 ; 2013-2014) |
| 2019    | 2023    | Emil Atanasov | Parti socialiste bulgare |                                                                                          |
| 2023    | 2027    | Emil Ivanov   |                          | Député (2009-2013 ; 2013-2014), Administrateur régional de Sofia (2005-2009 ; 2013-2014) |

## Économie
Dans la seconde moitié du XXe siècle, il existait plusieurs mines d'anthracite et d'uranium autour de la ville dont elles faisaient vivre une grande partie de la population. Elles sont toutes fermées.
Une chocolaterie est implantée à l'ouest de la ville depuis le milieu du XXe siècle. Elle a été reprise par Mondelez qui en a fait son site de production en Bulgarie. Il existe également une entreprise qui fabrique des mains courantes et des équipements hôteliers, une entreprise de produits en carton et une entreprise textile.

## Galerie de photographies

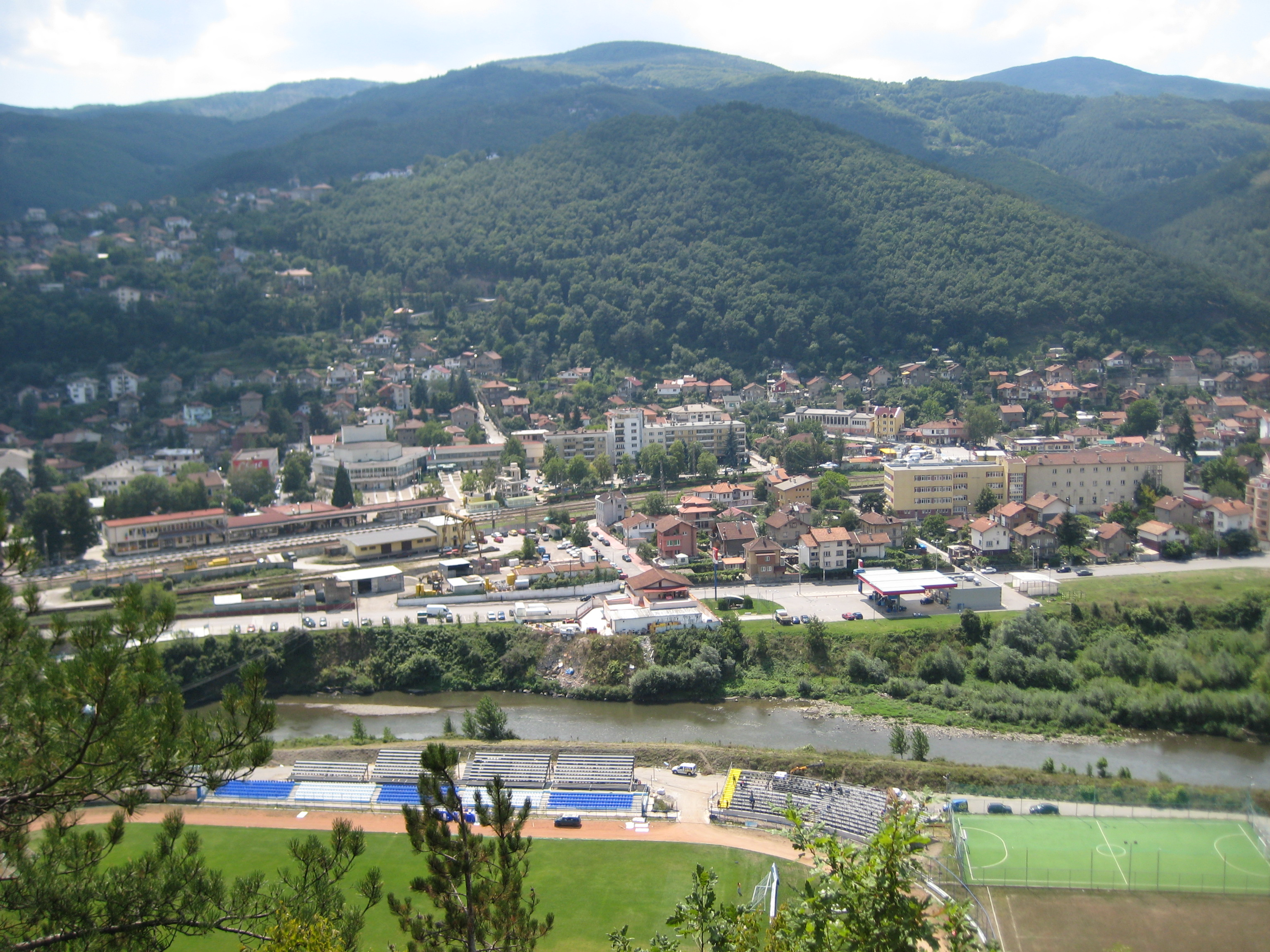
Svogué : le quartier de la gare
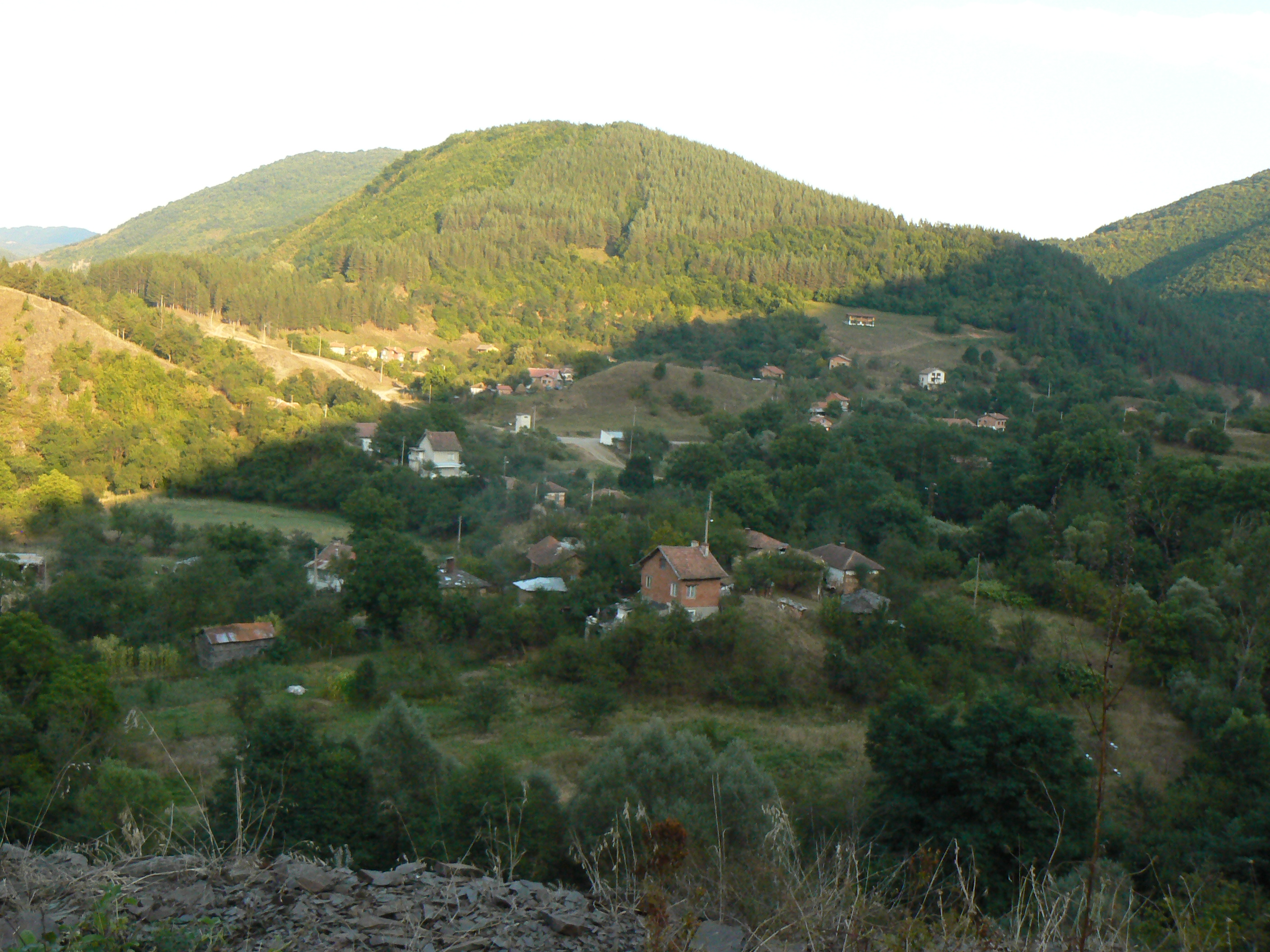
Bakiovo
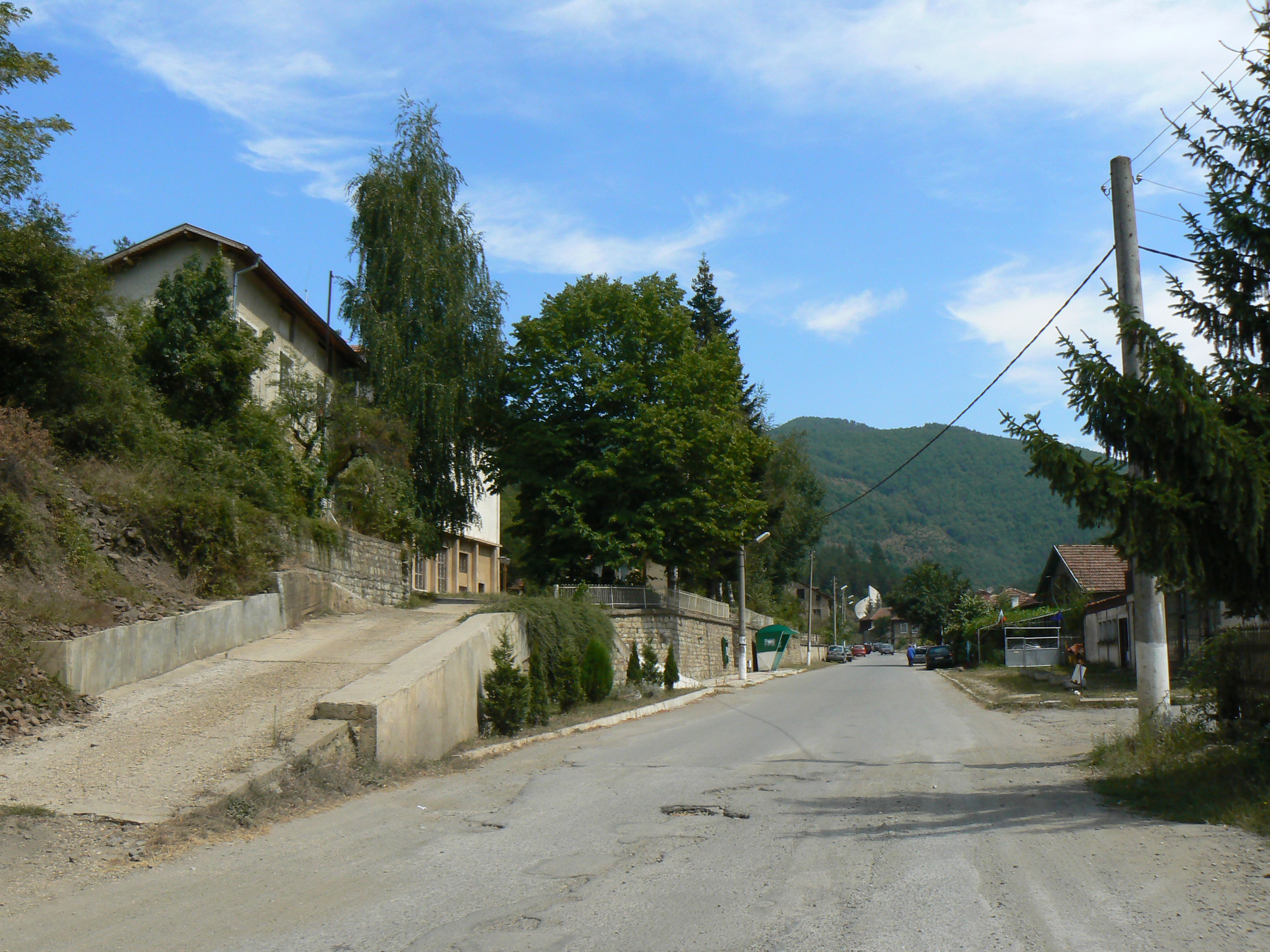
Batoulya : la rue centrale
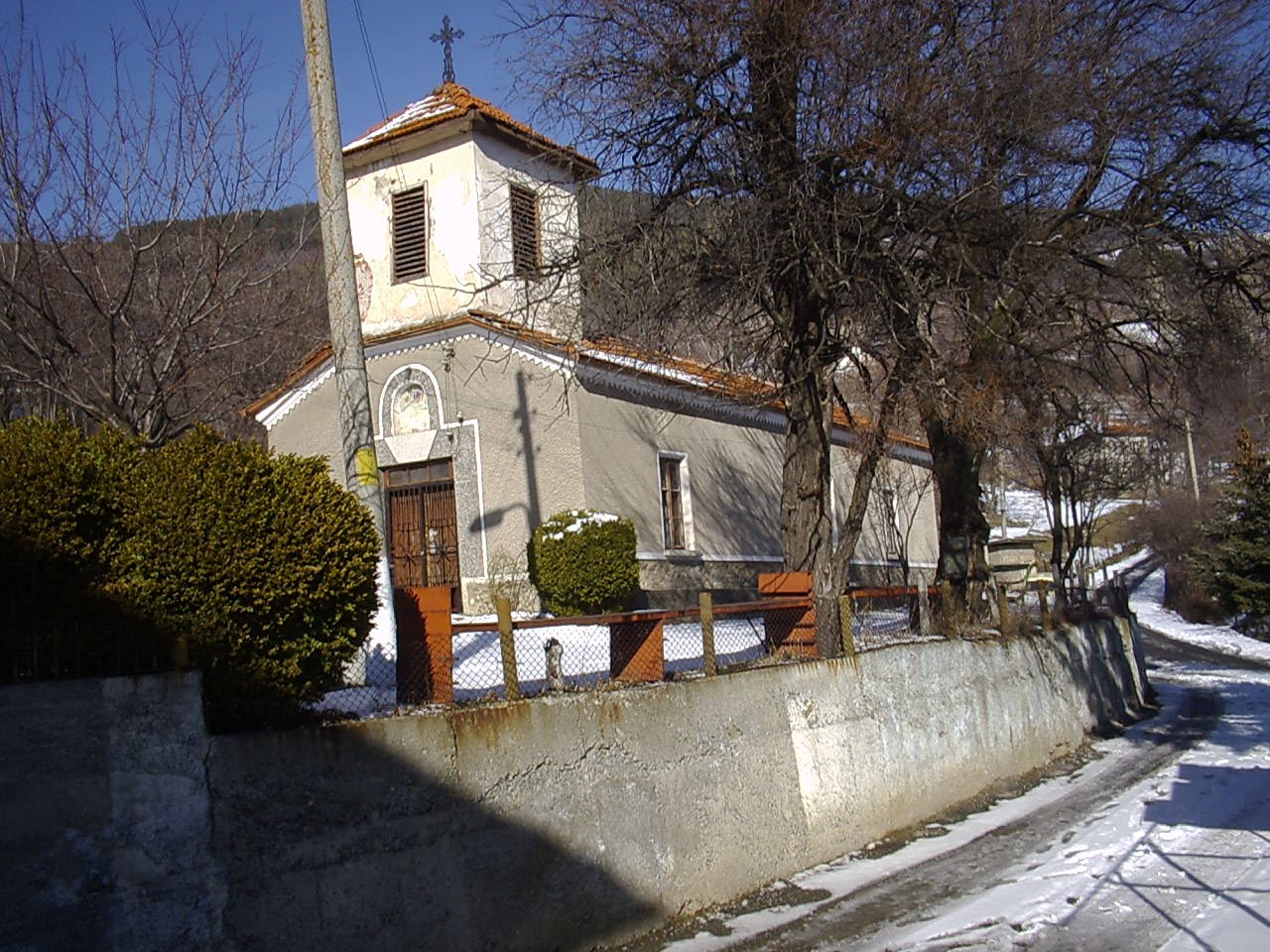
Bov : l'église
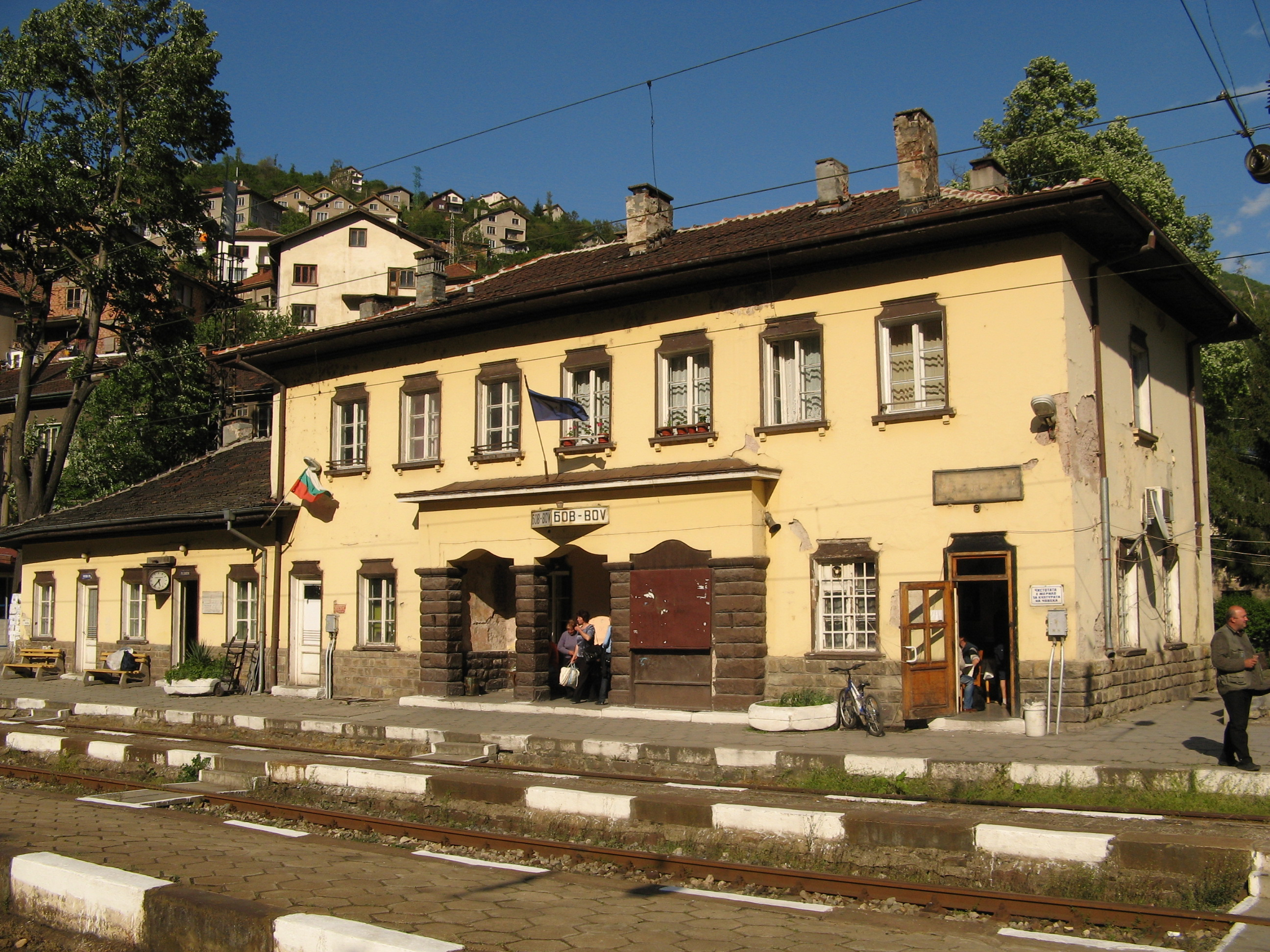
Gara Bov : la gare et ses environs
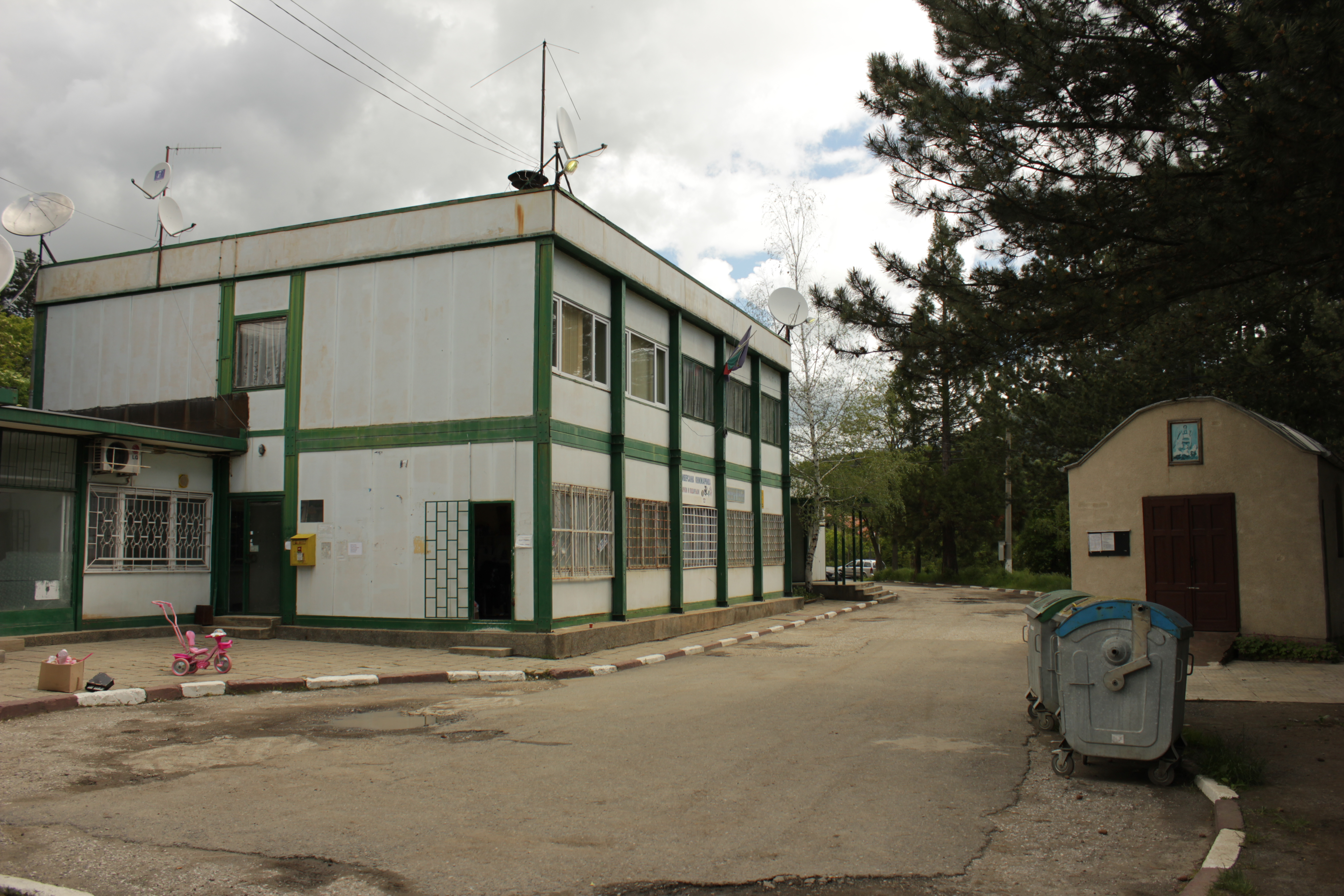
Vlado Trichkov : la mairie-annexe et la chapelle
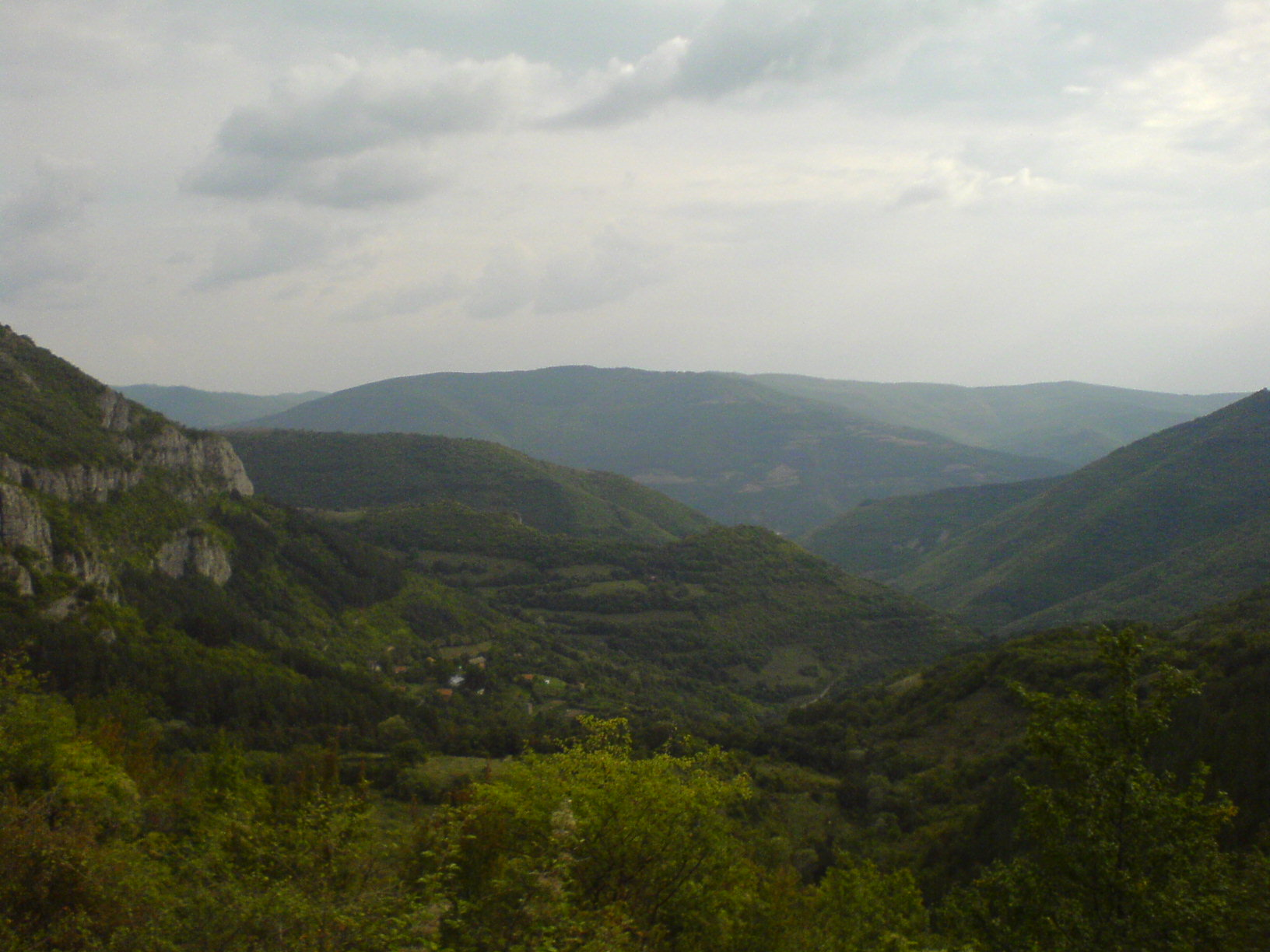
Dobravitsa
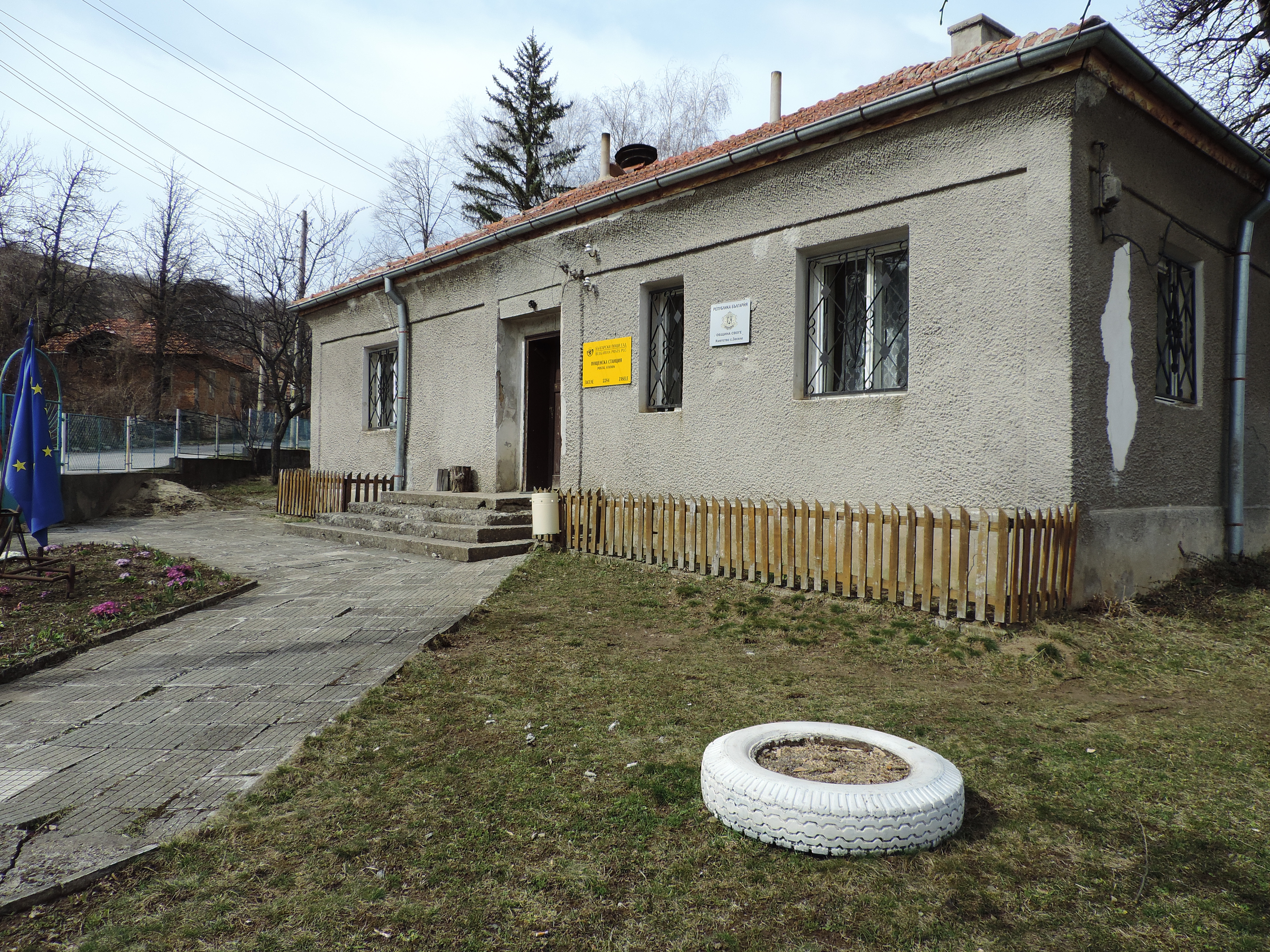
Zasélé : la mairie et le bureau de poste
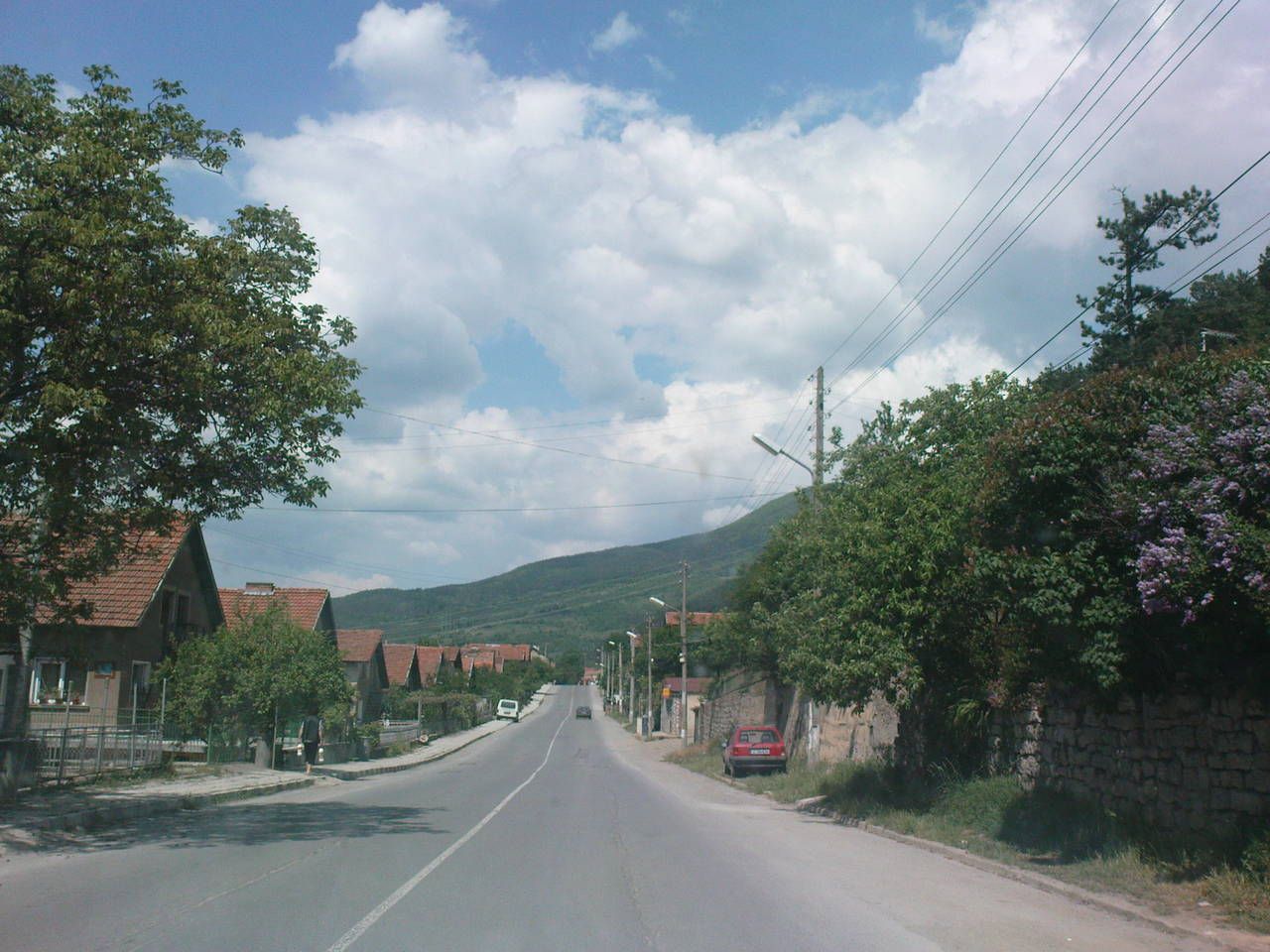
Iskrets : la rue centrale
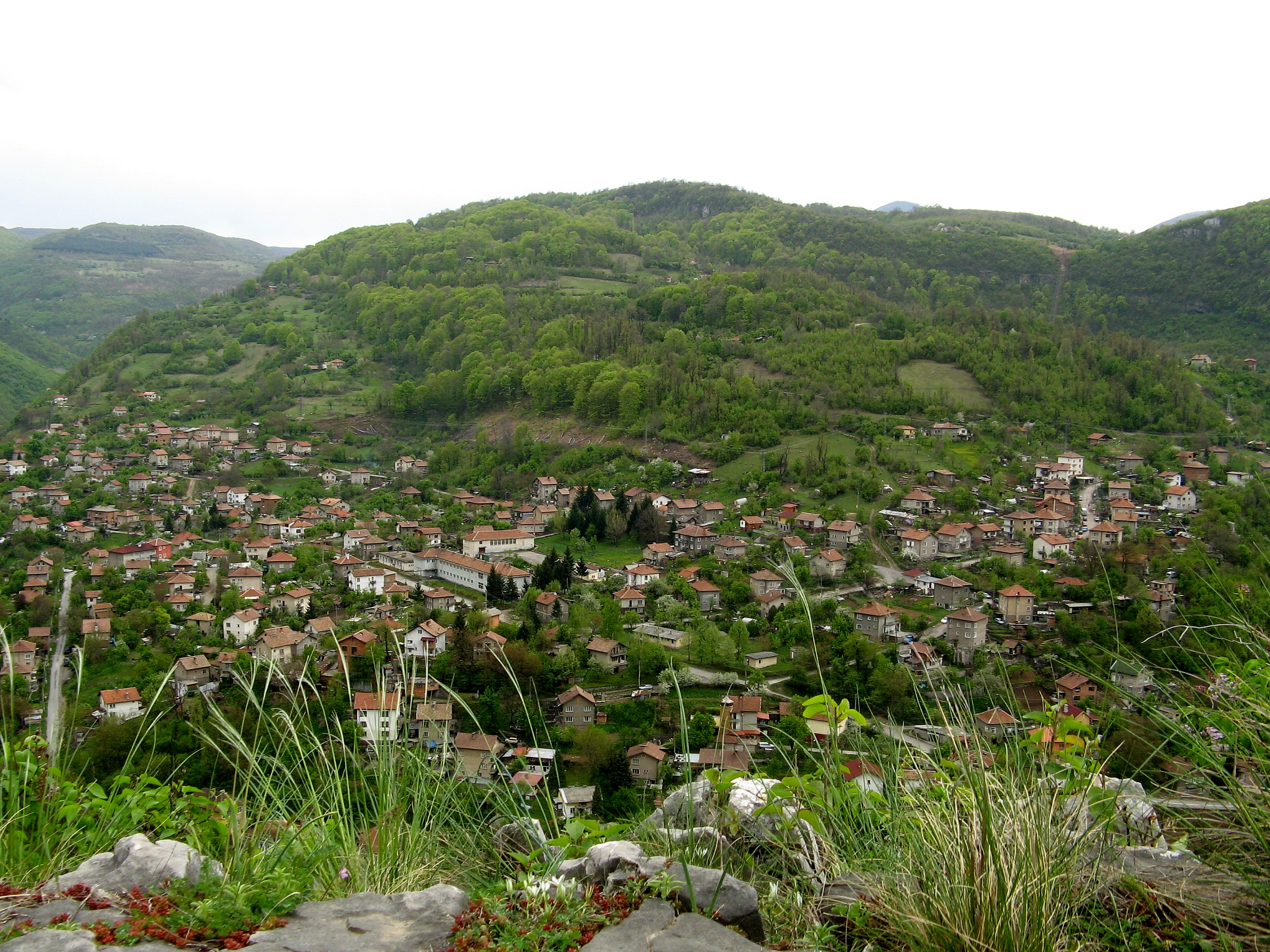
Lakatnik
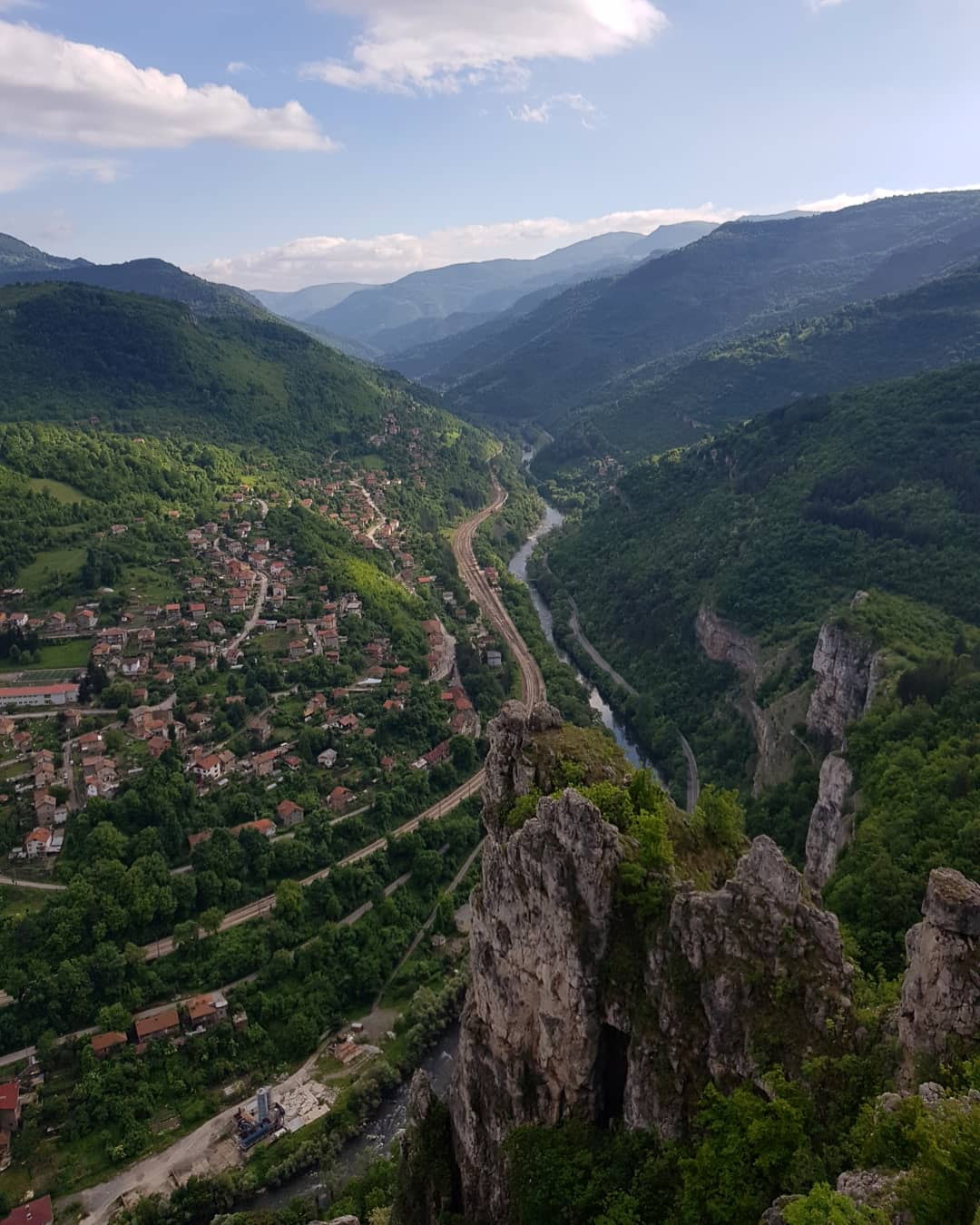
Gara Lakatnik
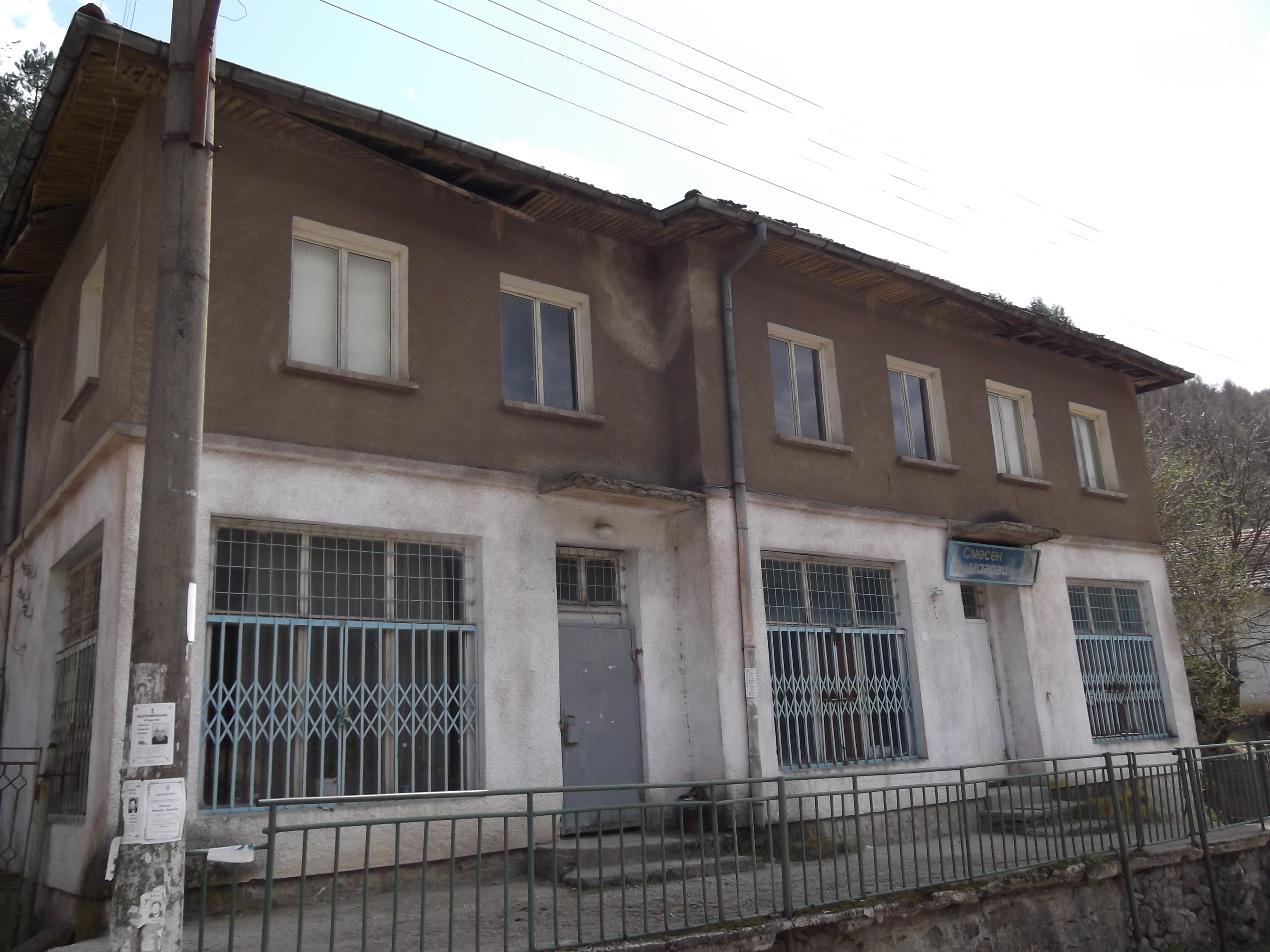
Leskovdol : l'ancien magasin
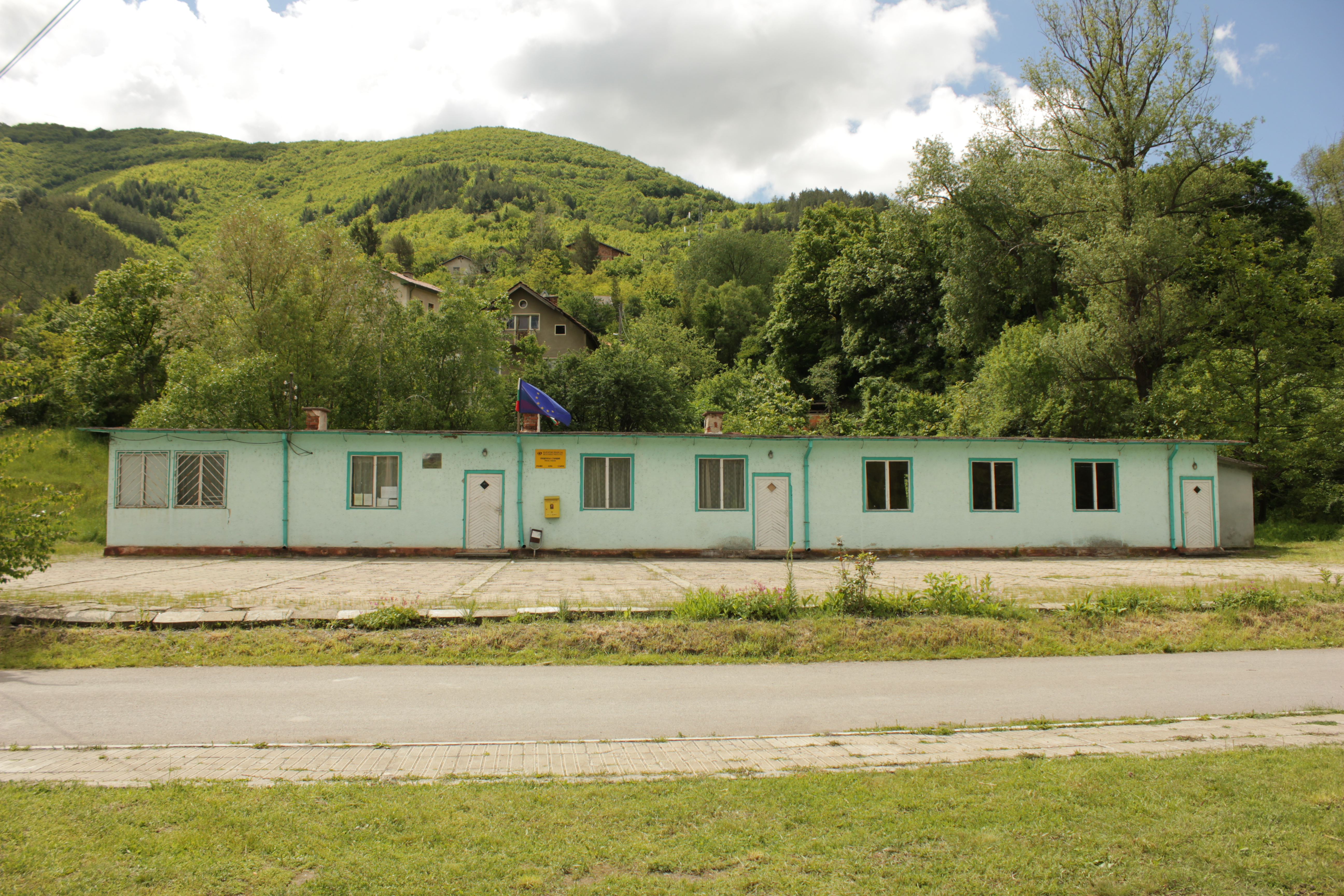
Lukovo : la mairie et le bureau de poste
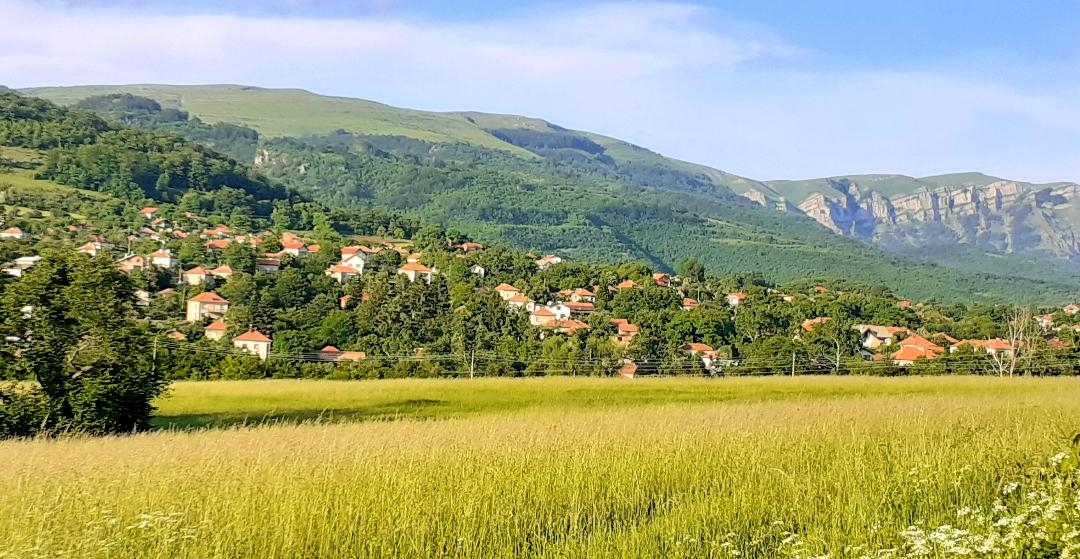
Milanovo
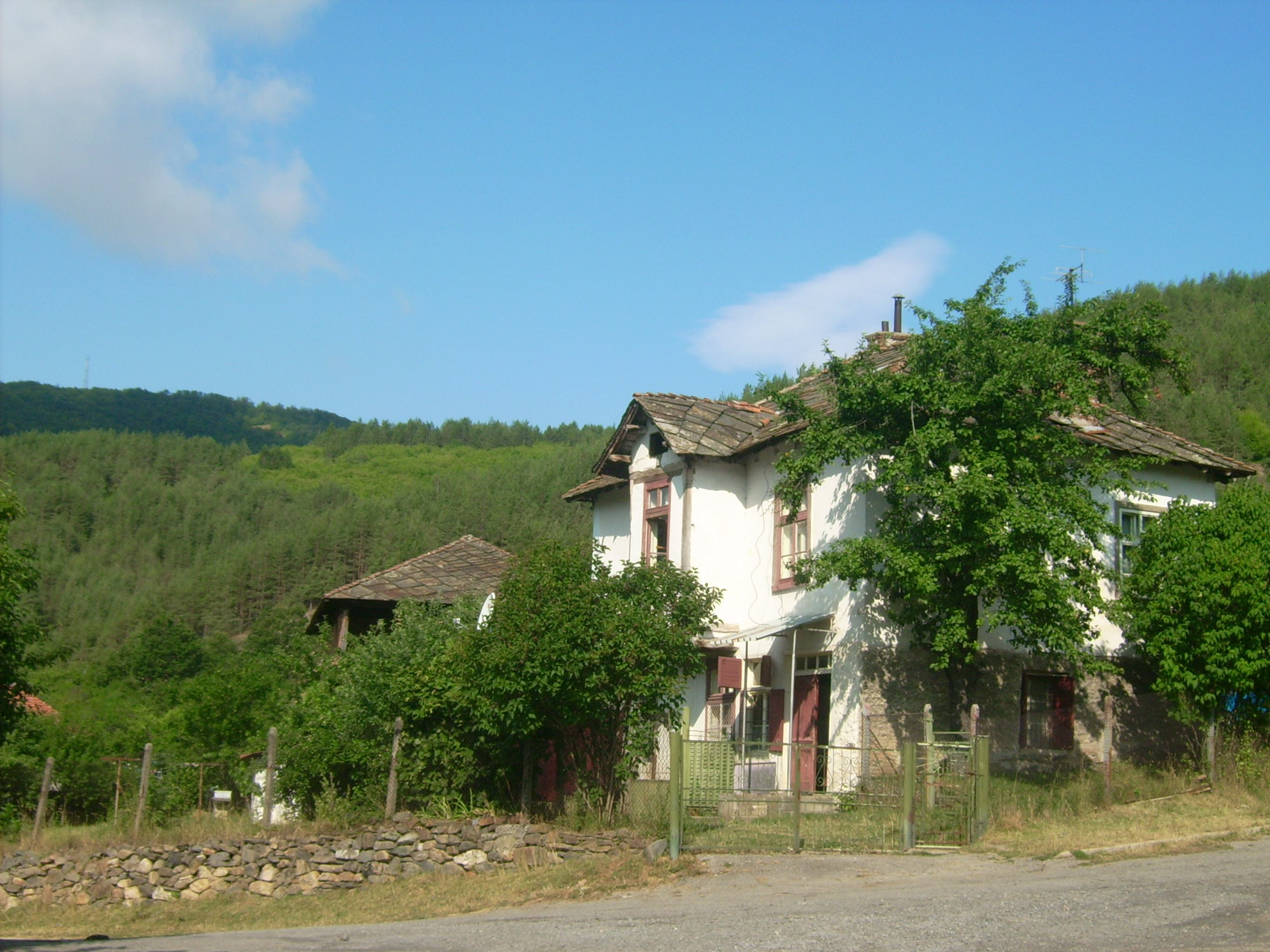
Ogoya : maison dans le centre du village
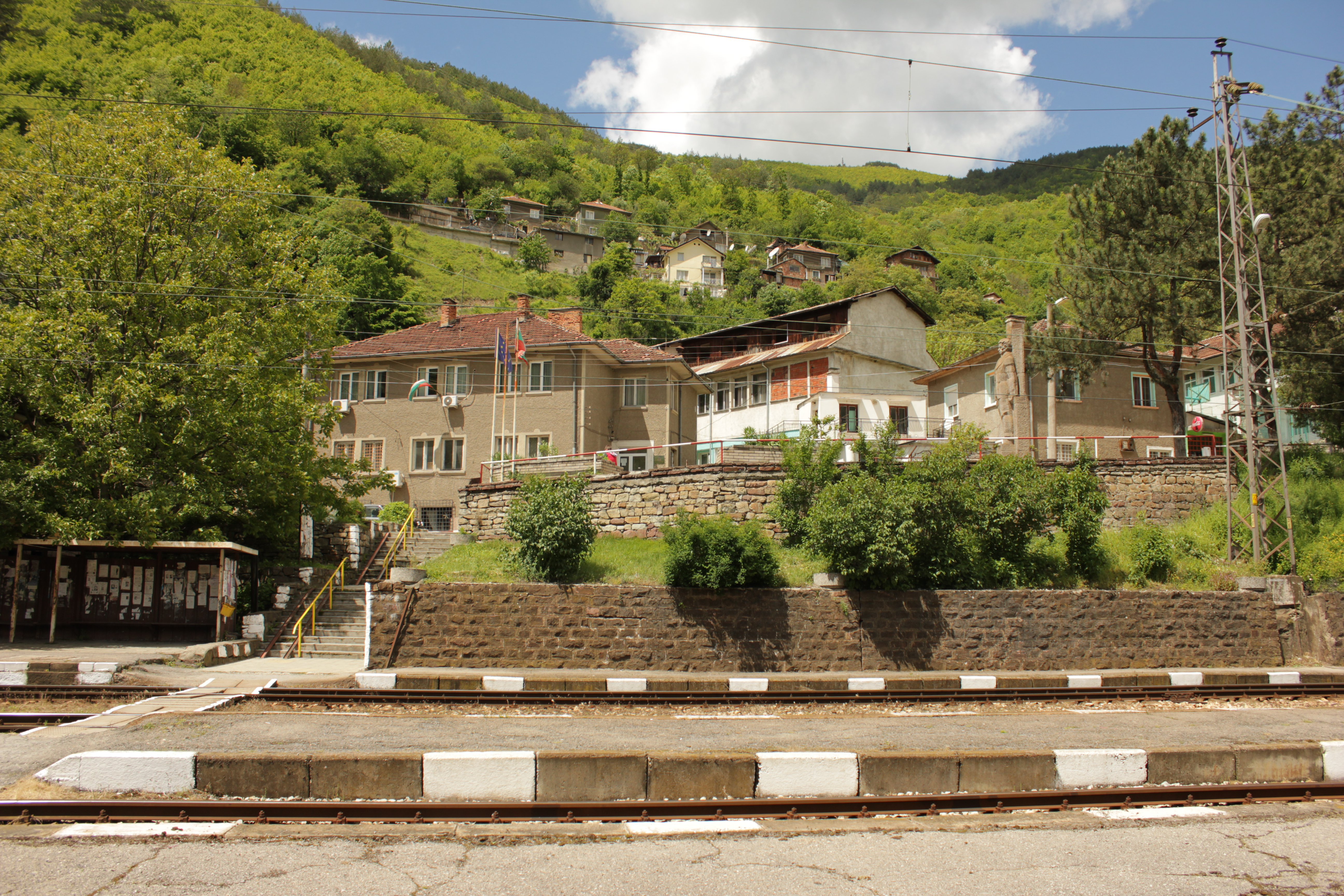
Rebrovo : le centre
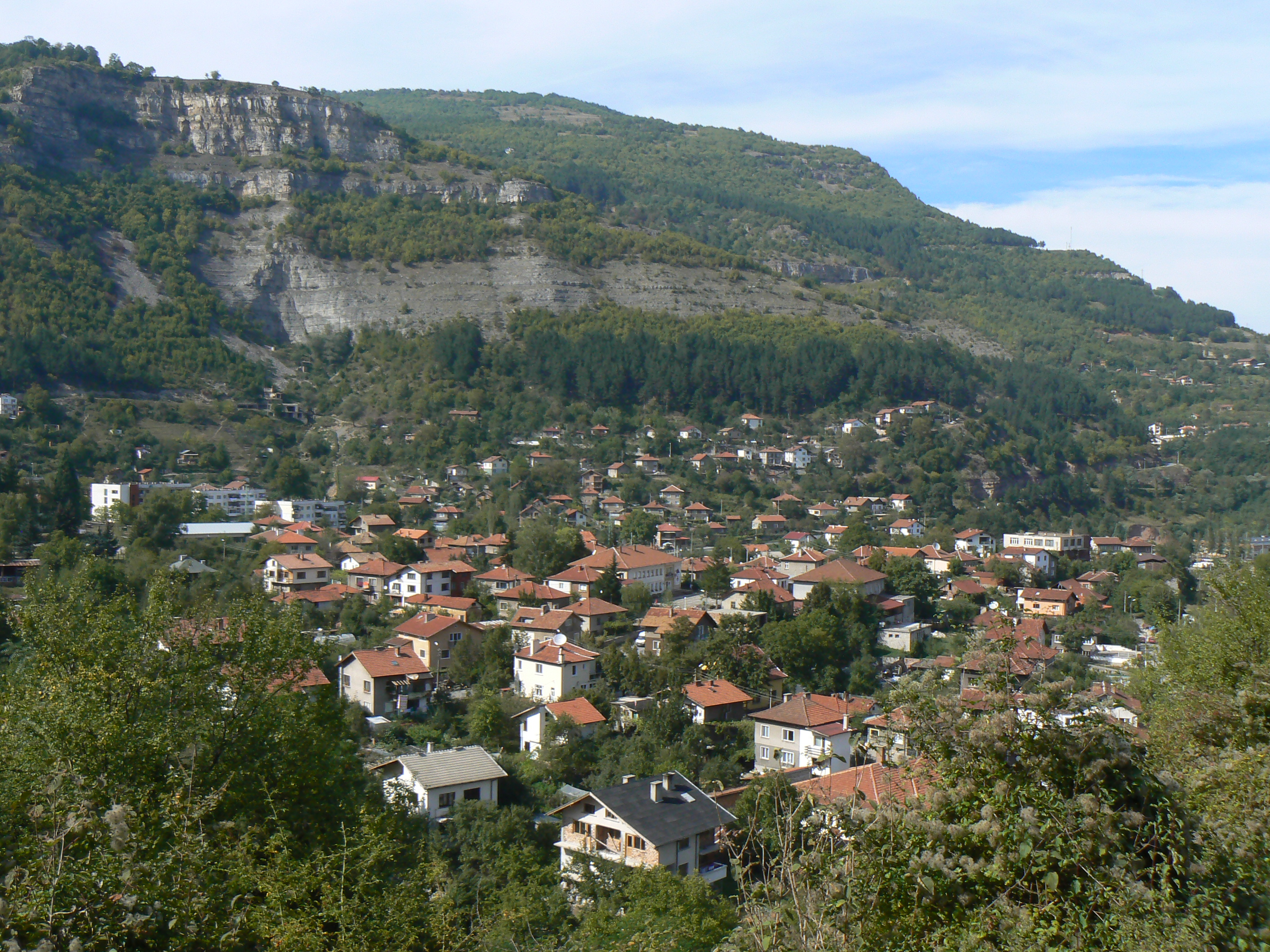
Tsérovo